# Tail-sitter
Tail-sitter je tip VTOL zrakoplova, ki vzleti in pristane vertikalno (na repu - zato ime tailsitter) in se nagne horizontalno za let naprej.
Med 2. Svetovno vojno so Nemci razvili tailsitter-ja Focke-Wulf Triebflügel. Imel je tri krila nameščena radialno. Na koncih kril so bili majhni reaktivni motorji. V bistvu je bil po načinu delovanja bolj podoben helikopterji kot letalu. Vzgon je bil dosežen s hitrim rotiranjem kril.
Heinkel Lerche in povojni francoski projekt SNECMA Coléoptère so imel obroč, ki je obdajal rotor (kdaj tudi proprotor) za vzgon. Francoski zrakoplov je poletel vendar ni izvedel tranzicije iz vertikalnega v horizontalni let.
Po vojni so v ZDA eksperimentirali neuspešno s propelerskim Lockheed XFV in z Convair XFY Pogo, ki je uspešno izvedel tranzicijo med vertikalnim in horizontalnim letom.
Pozneje je reaktivni Ryan X-13 Vertijet prvič poletel leta 1955. Zgradili so dva prototipa, ki sta uspešno izvedla tranzicijo.
Velik problem pri tailsitterjih je bil tranzicija v ugodno pozicijo za kontrolirano spuščanje. Zato je bil koncept nekaj časa opuščen, ker so se pojavili drugi VTOL načini, npr. usmerjanje potiska na Harrierju v 1960ih.
Razvijalo so tudi tailsitter verzijo lovca F-16, ki bi vzletal z ladij.

## Tail-sitter letala
- Focke-Wulf Triebfluegel
- Lockheed XFV-1
- Convair XFY-1 Pogo
- SNECMA Coléoptère
- Ryan X-13 Vertijet
- McDonnell Douglas DC-X
- Rotary Rocket Roton ATV
- Puffin personal aircraft[2]
- Armadillo Aerospace Quad
- AeroVironment SkyTote UAV